# ACTION (TBSラジオ)
『ACTION』（アクション）は、TBSラジオで2019年（平成31年）4月1日から2020年（令和2年）9月25日まで毎週月曜日 - 金曜日の15:30 - 17:30（JST）に放送されていた生ワイド番組。

## 概要
1995年4月から24年間にわたって放送された『荒川強啓 デイ・キャッチ!』の後継番組で、荒川強啓が全曜日のパーソナリティを務めてきた同番組から一転して、荒川より若い世代のパーソナリティを日替わりで起用。幸坂理加が全曜日でアシスタントを担当し、6人とも終了まで一貫して担当した。
オープニングテーマ曲には、「楽しく暮らそう」（思い出野郎Aチーム）を使用。放送時間は『デイ・キャッチ!』時代に比べて20分短く、『デイ・キャッチ!』に内包されていたJRN向けのネットワークニュースについては、3番組を1つにした『ネットワークトゥデイ』として、当番組の後枠（17:30 - 17:44）で存続させた。
TBSラジオが平日夕方の生ワイド番組とネットワークニュースを別々の番組として編成する事例は、『若山弦蔵の東京ダイヤル954』を放送していた1993年3月に『ニュースハイライト』を終了させて以来26年振りである。
また、『デイ・キャッチ!』開始時点での『小沢昭一の小沢昭一的こころ』から続いていた17:15 - 17:30のJRN全国ネット枠も、当番組では設定されていない。
さらに、本編の内容もニュース・報道色の強かった『デイ・キャッチ!』から一新。「出演者、スポンサー、リスナーが 『やってみた／やってみたい』という『ACTION』を持ち寄り、呼びかけ、連鎖させていき、『やってみたい』を『やってみる』情報エンタテインメントプログラム」と銘打っている。
2020年8月31日放送において、当番組が同年9月25日をもって終了することがパーソナリティーから語られた。
当番組終了後の同月28日からは、それまで平日22 - 23時台に放送されていた報道系生ワイド番組『荻上チキ・Session-22』を『荻上チキ・Session』に改題の上当番組の後継番組扱いで枠移動させ、『デイ・キャッチ!』以来の報道路線へ回帰した。これにより、在京AMラジオ3局の平日夕方枠は『 - Session』のほかに『斉藤一美 ニュースワイドSAKIDORI!』（文化放送）、『辛坊治郎ズーム そこまで言うか!』（ニッポン放送）と報道系ワイド番組が横並びとなった。
なお当番組のパーソナリティのうち、宮藤官九郎は、愚痴を聞くゲストコーナーが番組化され『宮藤さんに言ってもしょうがないんですけど』(2020年10月～)、金曜担当の武田砂鉄は『 - Session』が改題枠移動するのに伴い空いた平日22 - 23時台に開始された新ワイド番組『アシタノカレッジ』の金曜パーソナリティに起用された。

## 放送時間
毎週 月 - 金曜 15:30 - 17:30（JST）

### 放送時間変更・休止
- 2019年4月30日の放送は、16:50 - 17:30に第125代天皇（現・上皇）の『退位礼正殿の儀』に関するJRN報道特別番組が編成されたため、40分短縮し16:50で終了した。
- 2020年2月11日は、特別番組『ホリデースペシャル RADIO EXPO〜赤坂パビリオン〜』[注 1]を放送（11:00 - 17:30）のため休止。なお本番組に内包されているミニ番組『From RIO to TOKYO』は同特別番組に内包して放送。
- 2020年8月28日は、安倍晋三首相の辞意表明記者会見に関するJRN報道特別番組を放送するため30分短縮し17:00で終了（金曜パーソナリティーの武田は引き続き同特番に出演）。

## 出演者

### パーソナリティ
- （月）宮藤官九郎
- （火）尾崎世界観（クリープハイプ）
- （水）DJ松永（Creepy Nuts）
- （木）羽田圭介
- （金）武田砂鉄

初代プロデューサーの長田ゆきえは、以上のパーソナリティについて、「活動の幅こそバラバラだが、『アイロニカルな視点を持つ』『日々の違和感をうまく言葉で表現できる』『知的好奇心が豊かで他人の痛みも分かる』という共通項が魅力」と述べている。

### アシスタント
- 幸坂理加（フリーアナウンサー）

### 代理パーソナリティ
- 立川談春（火）- 2019年12月31日、2020年9月22日
  - 2度目は最終回のゲストで出演。
- バービー（木）- 2020年2月13日
- 伊勢志摩（月）- 2020年3月30日[8]、4月6日、13日、20日、27日、5月4日、11日、18日、25日、9月21日
  - ただし、宮藤復帰後の4回は共演。
- R-指定（水）- 2019年10月2日、2020年7月15日、8月5日
- 武田砂鉄（水）- 2020年8月26日

## テーマ曲
- 思い出野郎Aチーム「楽しく暮らそう」（2018年9月5日[9]、KAKUBARHYTHM、DDCK-1056[9]）

番組開始前にリリースされていた楽曲で、番組用にインストゥルメンタルバージョンをオープニングテーマに採用している。
最終回のラストナンバーもこの曲が選ばれた。

## タイムテーブル

### 放送終了時のタイムテーブル
- 2019年6月24日から前時間帯の番組『たまむすび』とのクロストークを開始。15:29で一旦区切り、CMに入る[10]。
- 2019年8月26日からリニューアルとして、パーソナリティのトークがオープニングのみに集約されるとともに、コーナーの一部が変更され、曲をかける数が大幅に減った。
- 15:30 オープニング・メニュー紹介
  - 日によって番組冒頭、パーソナリティは「こんにちは」とあいさつせず名前だけ名乗り、オープニングトークに入ることがある。
- 15:45 TBSラジオ交通情報
  - 前番組と異なり、オープニングで交通情報を行わないため、この時間に移動した。
- 15:48 はぴねすくらぶ ラジオショッピング
  - 前番組同様、担当者と電話を繋いでやり取りする形式。紹介する商品がスタジオに登場し、食品に関しては前番組同様パーソナリティが試食することもある。
- 16:00 SOCIAL ACTION
  - 2020年4月1日開始。世の中の課題を解決するアイデアや、それに取り組む人を紹介する。
- 16:20 TBSニュース
  - 2019年8月26日開始。ニュース読みは前週までの幸坂からTBSラジオのニュースデスク（『ネットワークトゥデイ』と兼務）に変更。
  - 日によってはパーソナリティと幸坂がニュースにコメントする場合がある。また、終了後にラジオショッピングのおさらいが入る。
- 16:25 TBSラジオ交通情報・天気予報
  - 2019年9月まではこの時間のみ各県警と繋いでいた。
- 16:30 ゲストACTION
  - 日替わりで登場するゲストとのトークコーナー。なお、月曜日のみ「宮藤さんに言ってもしょうがないんですけど」というタイトルで、さまざまな業種の一般人を複数人（プライバシー配慮などの観点から顔出しNG・匿名の姿勢をとっている）呼んで、各々の愚痴を宮藤と幸坂が聞いていく企画が定着していた。本番組終了後は毎週金曜21:00からの30分枠として独立した。
- 17:10 ACTIONプロジェクト
  - 日替わりの曜日企画。
- 17:25 TBSラジオ交通情報
- 17:27 エンディング

### 過去のコーナー
- 15:40 TODAY'S ACTION
  - 本番組ではニュースはこのコーナーのみ放送。ニュース読みは幸坂が担当。2019年8月23日終了。
- 16:00 パーソナリティACTION
  - 各曜日パーソナリティのコラムコーナー。2019年8月23日終了。
- 16:00 ACTIONのタネ
  - さまざまな社会の動きについて、専門家に電話で聞く。2019年8月26日から2020年3月31日まで放送。
- 16:10 TBSラジオ オリジナルドラマ 半沢直樹 敗れし者の物語 by AudioMovie®
  - 2020年2月11日から3月31日、火曜日の16:10 - 16:20に放送。全4話。TBSラジオでは久々のラジオドラマであった。初回のみ特別番組の中で放送したため、ACTIONでは3回のみの放送だった。
- 17:00 From RIO to TOKYO
  - 2020年東京オリンピックに向け、平井理央がアスリートや解説者にインタビューする。2019年9月30日から2020年6月26日まで放送。